# 本田みか
本田 みか（ほんだ みか）は日本の女性声優。主にアダルトゲームに声をあてている。

## 出演作品
太字は主役・メインキャラクター

### ゲーム

#### 2003年
- 幻燐の姫将軍2 〜導かれし魂の系譜〜（ニーナ）[1]
- 詩乃先生の誘惑授業
- ときどきシュガー

#### 2004年
- ピエタ 幸せの青い鳥（富）[2]

#### 2005年
- 着せかえフェティッシュ!（新宮もみじ）[3]
- 部活規格（縫月布未）[4]
- へんしん☆ア・ラ・メイド（新宮寺みゆ）

#### 2006年
- かいわれっ!（沢口美晴）[5]
- 操心術2（都鳥真奈）[6]
- MOON STRIKE（ルシィ）

#### 2007年
- セレブ子持ち妻淫猥調教 〜凌辱管理人〜（秋月紗綾香）[7]
- らくてん 〜この世の楽園? あの世の天国!?〜（女生徒）

#### 2008年
- 宇宙刑事ソルディバン（南条あげは）
- 学園クラブトライアングル 〜制服と処女と甘い香り〜（二ノ宮慧）[8]
- 操心術2 Plus（都鳥真奈）[9]
- NOZOKI魔 〜ファイナル〜（葛城あいか）[10]

#### 2009年
- 堕とし魔 〜処女攻略篇〜（立花夏歩）[11]
- プリンセス・プリンセス 姉妹姫 背徳の儀式（シフォン・クラリス・オリヴィア）[12]

#### 2010年
- 秘書 沙織（沢野亜季）